# Long Island AVA
Long Island AVA (anerkannt seit dem 15. Mai 2001) ist ein Weinbaugebiet im US-Bundesstaat New York. Das Gebiet liegt in den Verwaltungsgebieten  Nassau County und Suffolk County und umfasst neben der kompletten Halbinsel von Long Island noch einige vorgelagerte kleine Inseln.
Die AVA wurde erst im Jahr 2001 gegründet und damit erst 10 bis 15 Jahre nach der Anerkennung der untergeordneten Herkunftsbezeichnungen von North Fork of Long Island AVA und The Hamptons, Long Island AVA. Zum einen wurde damit dem Umstand Rechnung getragen, dass auch außerhalb dieser Subregionen gelegene Weingüter eine lokalspezifische Vermarktungsplattform gegeben werden sollte und zum anderen ermöglicht die Long Island AVA den Verschnitt von Reben beider Subregionen.
Das Mikroklima der Rebflächen wird dabei von den Wassermassen des Atlantischen Ozeans des Long-Island-Sund und der Peconic Bay positiv beeinflusst und kommt dem Wein zugute.